# Jasienica (okres Wołomin)
Jasienica je vesnice v Polsku v Mazovském vojvodství v okrese Wołomin v gmině Tłuszcz. Nachází se asi 34 km severovýchodně od hlavního města Varšavy, na řece Cienka. V roce 2021 zde žilo 3 525 obyvatel.

## Osobnosti
- Wojciech Lemański (* 1960) – v letech 2006–2013 místní farář, pro své názory zbaven úřadu